# مارانا (أريزونا)
مارانا (بالإنجليزية: Marana, Arizona)‏ هي بلدة تقع في مقاطعة بيما، أريزونا بولاية أريزونا في الولايات المتحدة. تبلغ مساحتها 313.6 (كم²)، وترتفع عن سطح البحر 607 م، بلغ عدد سكانها 34961 نسمة في عام 2010 حسب إحصاء مكتب تعداد الولايات المتحدة وتصل الكثافة السكانية فيها 137 نسمة/كم2.

## التركيبة السكانية
حدّد مكتب تعداد الولايات المتحدة بيانات التركيبة السكانية لمارانا في تعداد الولايات المتحدة. في ما يلي، التركيبة السكانية حسب تعدادي 2000 و2010.

### تعداد عام 2000
بلغ عدد سكان مارانا 13,556 نسمة بحسب تعداد عام 2000، وبلغ عدد الأسر 4,944 أسرة وعدد العائلات 3,825 عائلة مقيمة في البلدة. في حين سجلت الكثافة السكانية 43 نسمة لكل كيلومتر مربع (111.4/ميل2). وبلغ عدد الوحدات السكنية 5,702 وحدة بمتوسط كثافة قدره 18.1 لكل كيلومتر مربع (46.9/ميل2).
وتوزع التركيب العرقي للبلدة بنسبة 81.84% من البيض و2.89% من الأمريكيين الأفارقة و2.11% من الأمريكيين الأصليين و2.46% من الأمريكيين ذوي الأصول الآسيوية و0.15% من سكان جزر المحيط الهادئ و7.48% من الأعراق الأخرى و3.07% من عرقين مختلطين أو أكثر و19.64% من الهسبانيون أو اللاتينيون من أي عرق.
بلغ عدد الأسر 4,944 أسرة كانت نسبة 38.6% منها لديها أطفال تحت سن الثامنة عشر تعيش معهم، وبلغت نسبة الأزواج القاطنين مع بعضهم البعض 66.1% من أصل المجموع الكلي للأسر، ونسبة 8.3% من الأسر كان لديها معيلات من الإناث دون وجود شريك،  بينما كانت نسبة 3.1% من الأسر لديها معيلون من الذكور دون وجود شريكة وكانت نسبة 22.6% من غير العائلات. تألفت نسبة 17.2% من أصل جميع الأسر من عدة أفراد يعيشون في نفس المنزل ونسبة 4.3% كانت تتألف من شخص يعيش بمفرده يبلغ من العمر 65 عاماً أو أكثر. وبلغ متوسط حجم الأسرة المعيشية 2.66، أما متوسط حجم العائلات فبلغ 3.00.
بلغ العمر الوسطي للسكان 34.5 عاماً. وكانت نسبة 26.7% من القاطنين تحت سن الثامنة عشر، وكانت نسبة 6.8% بين الثامنة عشر والرابعة والعشرين عاماً، ونسبة 32.1% كانت واقعةً في الفئة العمرية ما بين الخامسة والعشرين والرابعة والأربعين عاماً، ونسبة 21.7% كانت ما بين الخامسة والأربعين والرابعة والستين، ونسبة 9.5% كانت ضمن فئة الخامسة والستين عاماً فما فوق. يوجد لكل 100 أنثى 97.0 ذكر، ويوجد لكل 100 أنثى في الثامنة عشر من عمرها فما فوق 94.1 ذكر.
بلغ متوسط دخل الأسرة في البلدة 52,870 دولارًا، أما متوسط دخل العائلة فبلغ 56,718 دولارًا. وكان متوسط دخل الذكور 43,564 دولارًا مقابل 27,663 دولارًا للإناث. وسجل دخل الفرد الخاص بالبلدة 22,408 دولارًا. وكانت نسبة 5.5% من العائلات ونسبة 6.2% من السكان تحت خط الفقر، وكان من هؤلاء نسبة 5.5% تحت سن الثامنة عشر ونسبة 6.4% في الخامسة والستين من العمر وما فوق.

### تعداد عام 2010
بلغ عدد سكان مارانا 34,961 نسمة بحسب تعداد عام 2010، وبلغ عدد الأسر 13,073 أسرة وعدد العائلات 9,939 عائلة مقيمة في البلدة. في حين سجلت الكثافة السكانية 110.8 نسمة لكل كيلومتر مربع (287.0/ميل2). وبلغ عدد الوحدات السكنية 14,726 وحدة بمتوسط كثافة قدره 46.7 لكل كيلومتر مربع (121.0/ميل2).
وتوزع التركيب العرقي للبلدة بنسبة 81.96% من البيض و2.50% من الأمريكيين الأفارقة و1.24% من الأمريكيين الأصليين و3.78% من الأمريكيين ذوي الأصول الآسيوية و0.13% من سكان جزر المحيط الهادئ و6.69% من الأعراق الأخرى و3.70% من عرقين مختلطين أو أكثر و22.11% من الهسبانيون أو اللاتينيون من أي عرق.
بلغ عدد الأسر 13,073 أسرة كانت نسبة 35.6% منها لديها أطفال تحت سن الثامنة عشر تعيش معهم، وبلغت نسبة الأزواج القاطنين مع بعضهم البعض 63.5% من أصل المجموع الكلي للأسر، ونسبة 8.5% من الأسر كان لديها معيلات من الإناث دون وجود شريك،  بينما كانت نسبة 4% من الأسر لديها معيلون من الذكور دون وجود شريكة وكانت نسبة 24% من غير العائلات. تألفت نسبة 18.7% من أصل جميع الأسر من عدة أفراد يعيشون في نفس المنزل ونسبة 6.5% كانت تتألف من شخص يعيش بمفرده يبلغ من العمر 65 عاماً أو أكثر. وبلغ متوسط حجم الأسرة المعيشية 2.63، أما متوسط حجم العائلات فبلغ 3.00.
بلغ العمر الوسطي للسكان 37.7 عاماً. وكانت نسبة 25.6% من القاطنين تحت سن الثامنة عشر، وكانت نسبة 6.2% بين الثامنة عشر والرابعة والعشرين عاماً، ونسبة 28.4% كانت واقعةً في الفئة العمرية ما بين الخامسة والعشرين والرابعة والأربعين عاماً، ونسبة 25% كانت ما بين الخامسة والأربعين والرابعة والستين، ونسبة 14.8% كانت ضمن فئة الخامسة والستين عاماً فما فوق. وتوزع التركيب الجنسي للسكان بنسبة 49.9% ذكور و50.1% إناث.

## وصلات خارجية
- http://www.marana.com/
- The US50 - Cities and Towns in Arizona State
- Arizona Cities and Towns, Facts, Map, Flag, Colleges, Government, and More